# اثر اوژه

اثر اوژه

اثر اوژه (به انگلیسی: Auger Effect) پدیده‌ای در فیزیک است که در آن سقوط یک الکترون از لایه بالا به درون جای خالی الکترونی لایه پایینتر، باعث تابش الکترون دیگری می‌شود. هنگامی‌که الکترونی، اتم را ترک کند، یک جای خالی از خود بجا می‌گذارد. الکترون‌های لایه‌های بالاتر که پرانرژی‌ترند می‌توانند به این‌جای خالی رفته و انرژی آزاد کنند. انرژی آزاد شده می‌تواند به دو گونه باشد، یا به صورت فوتون تابش شود یا به الکترون دیگری منتقل شده و باعث شود آن الکترون از اتم به بیرون پرتاب شود. الکترونی که بدین‌گونه از اتم خارج می‌شود را الکترون اوژه گویند.
مقدرا انرژی الکترون گسیل شده، وابسته به انرژی یونش لایه‌ای که الکترون در ان قرار دارد و انرژی انتقال الکترون است. در طیف‌سنجی الکترون اوژه، پرتو ایکس به نمونه تابانده می‌شود و شدت الکترون‌های اوژه بر حسب انرژی‌شان اندازه‌گیری می‌شود.
فرایند وارونه‌ای نیز با نام ضربه اوژه در نیمه رساناها باشنده است که در آن، با ترکیب یک الکترون و یک جای خالی الکترونی، انرژی آزاد می‌کنند و این انرژی را به الکترونی در باند هدایت می‌دهند.